# Ronja Rövardotter (musikal)
Ronja Rövardotter är en musikal med text av Astrid Lindgren och med musik av Anders Berglund.
Musikalen uruppfördes i den 2 augusti 1990 i Arcushallen i Luleå. I rollerna uppträdde bland andra Malin Berghagen, Lars Fager, Lill-Babs, Ulf Brunnberg, Fredrik Ohlsson, Sune Mangs, Terje Thoresen, Lise Engholm och Bosse Högberg. Dirigent var Anders Berglund.